# Márta Fábián
Dans le nom hongrois Fábián Márta, le nom de famille précède le prénom, mais cet article utilise l’ordre habituel en français Márta Fábián, où le prénom précède le nom.
Márta Fábián est une cymbaliste hongroise née le 27 avril 1946 à Budapest.

## Biographie
Márta Fábián naît le 27 avril 1946 à Budapest.
Elle commence l'apprentissage du cymbalum à l'âge de huit ans, est élève du Conservatoire Béla Bartók entre 1960 et 1964 et poursuit ses études musicales auprès de Ferenc Gelencsér à l'Académie de musique Franz-Liszt, dont elle sort diplômée en 1967.
Márta Fábián est membre de l'Ensemble de danse d'État de Budapest entre 1967 et 1973 et de l'Ensemble de chambre de Budapest en 1969. Comme interprète, elle pratique aussi bien la musique folklorique de son pays que la musique classique. 
Elle s'intéresse particulièrement à la musique contemporaine, incitant de nombreux compositeurs à écrire pour elle et son instrument, notamment Attila Bozay, György Kurtág, László Sáry (en), Endre Székely ou Sándor Szokolay. Dans ce domaine, elle s'est également distinguée en tenant la partie de cymbalum d'Éclat de Pierre Boulez ou comme soliste du Concerto pour violoncelle, cymbalum et orchestre de Bernd Alois Zimmermann. 
Márta Fábián est une ambassadrice de la musique hongroise en dehors des frontières de son pays, se produisant notamment en Europe, en Amérique latine et en Amérique du Nord, et participant à plusieurs festivals de musique contemporaine, à Varsovie, Graz et Zagreb. 
Elle est lauréate du Prix Franz-Liszt. 